# 태산
태산(중국어: 泰山, 병음: Tài Shān, 표준어: 타이산산)은 중국 산둥성 타이안 북쪽에 있는, 중국 본토의 대표적인 산 가운데 하나이고, 산둥성에서 가장 높은 산이다. 최고봉은 1535 미터 높이의 옥황봉이다.
| 북악항산(恒山)남악형산(衡山)서악화산(華山)중악숭산(嵩山)동악태산(泰山)class=notpageimage\| 중국의 오악(五岳) |

중국의 다섯 명산인 오악 가운데 하나로, 예부터 신령한 산으로 여겨졌으며, 진 시황제나 전한 무제, 후한 광무제 등이 천하가 평정되었음을 정식으로 하늘에 알리는 봉선의 의식을 거행한 장소이다. 도교의 주요 성지 중 하나이기도 하다. 1987년 유네스코 세계유산으로 등록되었다.

## 태산과 도교
춘추전국에 쓰여진 《장자》의 속편인 소요유에 따르면, 큰 것을 비유하여 ‘태산’이라 한다고 적혀 있다. 장자는 인간의 작음을 나타내기 위해서 타이 산을 쓴 것인데, 이는 타이 산이 매우 큰 것을 대표한다는 개념으로 쓰였으며, 이 개념이 춘추시대 당시에 이미 형성되어 있었다는 것을 의미한다.
또한, 동진의 《수신기》에 따르면, 이미 태산이 신성을 띄고 있었으며, 명계의 신으로 나타난다. 이후 태산부군을 중심으로 한 태산 신앙은 《태평광기》나 《위견지》 등의 이문에서도 찾아볼 수 있다.

## 태산과 한국문화
한국에서는 태산과 관련된 말들이 있다. "태산이 높다 하되 하늘 아래 뫼이로다"는 양사언이 지은 시조의 한 구절이고, "걱정이 태산같다", "갈수록 태산'이라는 표현도 있다. 또한 속담 중에는 "티끌모아 태산", "태산을 넘으면 평지를 본다", "태산이 평지된다", "보리고개가 태산보다 높다" 등이 있어 매우 친숙한 산이다.

## 같이 보기
- 오악 (중국)
- 자기동래(紫氣東來) - 태산의 정상에 있는 도교사원인 벽하사 근처에 새겨져 있는 글귀이며 中베이징시의 이화원에도 있다